# Mesoclemmys perplexa
Espèce
Mesoclemmys perplexa est une espèce de tortue de la famille des Chelidae.

## Répartition
Cette espèce est endémique du Brésil. Elle se rencontre dans les États du Piauí et du Ceará.

## Publication originale
- Bour & Zaher, 2005 : A new species of Mesoclemmys, from the open formations of Northeastern Brazil (Chelonii,Chelidae). Papéis Avulsos de Zoologia (São Paulo), vol. 45, no 24, p. 295–311 (texte intégral).